# Bầu cử tự do và công bằng
Một cuộc bầu cử tự do và công bằng được nhà khoa học chính trị Robert Dahl định nghĩa là một cuộc bầu cử trong đó "sự cưỡng chế là tương đối không phổ biến". Một cuộc bầu cử tự do và công bằng bao gồm các quyền tự do chính trị và các quy trình công bằng trước khi bỏ phiếu, số lượng công bằng các cử tri đủ điều kiện bỏ phiếu (bao gồm các khía cạnh như gian lận bầu cử hoặc đàn áp cử tri) và chấp nhận kết quả bầu cử bởi tất cả các bên. Một cuộc bầu cử có thể đáp ứng một phần các tiêu chuẩn quốc tế về bầu cử tự do và công bằng, hoặc có thể đáp ứng một số tiêu chuẩn nhưng không đáp ứng các tiêu chuẩn khác.
Một nghiên cứu được công bố vào năm 2016 về các cuộc bầu cử ở 169 quốc gia trong giai đoạn 1975 đến 2011 ước tính rằng chỉ có khoảng một nửa các cuộc bầu cử là tự do và công bằng. Nghiên cứu đã đánh giá mười khía cạnh của việc tiến hành các cuộc bầu cử:
1. khuôn khổ pháp lý (liệu có quyền hiến định cho công dân bầu cử và ứng cử chức vụ hay không, liệu cuộc bầu cử có được tổ chức định kỳ hay không và liệu các luật liên quan đến bầu cử không bị thay đổi ngay trước cuộc bầu cử hay là có)
2. quản lý bầu cử (liệu các khu vực bầu cử có bị chia cắt và sắp xếp theo một trật tự nhất định để một bên được lợi hay không, và liệu các cơ quan quản lý bầu cử, nếu có, thì có độc lập, không thiên vị và có trách nhiệm giải trình hay không);
3. quyền bầu cử (liệu công dân nói chung có thể bỏ phiếu trên cơ sở bình đẳng bầu cử (mỗi người có cùng một số phiếu bầu) và bình đẳng tranh cử hay không);
4. danh sách đăng ký cử tri (liệu chúng có chính xác, cập nhật và công khai cho cử tri để cử tri đăng ký dễ dàng và hiệu quả hay không);
5. tham gia bầu cử (liệu, trên thực tế, các ứng cử viên có quyền cạnh tranh trong cuộc bầu cử hay không, với việc từ chối ứng cử viên dựa trên "các tiêu chuẩn được quốc tế công nhận và chấp nhận" và không có ứng cử viên nào nhận được hơn 75% số phiếu bầu (một dấu hiệu của làm việc bất chính hoặc tẩy chay bầu cử, tức nhiều người không bỏ phiếu như cách biểu tình thầm lặng hoặc họ cho rằng bầu cử không tự do, công bằng);
6. quy trình vận động tranh cử (liệu cuộc bầu cử được thực hiện mà không có bạo lực, đe dọa cử tri, hối lộ (mua phiếu bầu), sử dụng các nguồn lực của chính phủ để tạo lợi thế cho người đương nhiệm, hoặc "những lợi thế tài chính lớn" cho người đương nhiệm);
7. tham gia của phương tiện truyền thông (liệu quyền tự do ngôn luận có được bảo vệ hay không và liệu đảng cầm quyền không được lợi bất cân đối từ những phương tiện truyền thông thuộc sở hữu của chính phủ hay là có);
8. quy trình bỏ phiếu (liệu cuộc bầu cử được tiến hành bằng cách bỏ phiếu kín trên cơ sở một người, một phiếu bầu, có đủ an ninh để bảo vệ cử tri và bảo vệ chống lại việc nhét thùng phiếu (đặt sẵn nhiều phiếu bầu đã chọn lựa ứng cử viên vào thùng phiếu), bỏ phiếu nhiều lần, phá hủy các lá phiếu hợp lệ và các hình thức thao túng khác);
9. vai trò của các quan chức (liệu cuộc bầu cử có được điều hành với những nhân viên được đào tạo toàn diện, tránh khỏi vận động tranh cử hoặc tránh khỏi đe dọa tại các địa điểm bỏ phiếu hay không và với sự giám sát của các quan sát viên bầu cử quốc tế và đại diện của các bên tham gia để quan sát các địa điểm bỏ phiếu); và
10. kiểm phiếu (liệu phiếu bầu có được đếm một cách minh bạch và không có gian lận hoặc bị can thiệp vào hay không)[2]

Nghiên cứu năm 2016 cho thấy chất lượng bầu cử giảm theo thời gian, chủ yếu do các quy trình bầu cử không công bằng trước ngày bầu cử. Điều này là do nhiều chế độ phi dân chủ tổ chức bầu cử hơn theo thời gian; các cuộc bầu cử này có mục đích mang lại tính chính danh cho sự cai trị của chế độ mà không tạo ra nguy cơ chế độ thực sự mất quyền lực vì phiếu bầu của người dân. Việc tăng cường giám sát bầu cử trong khoảng thời gian đó cũng có thể dẫn đến nhiều cuộc bầu cử còn khiếm khuyết hơn bị hợp pháp hóa.
Sự hiện diện của những người giám sát bầu cử và những ràng buộc đối với quyền hành pháp làm tăng xác suất của một cuộc bầu cử tự do và công bằng lên 31 điểm phần trăm. Tuy nhiên, sự hiện diện của các giám sát bầu cử có thể là một biến nội sinh vì các nền dân chủ có nhiều khả năng mời các quan sát viên bầu cử hơn các chế độ phi dân chủ.